# Shank
Shank — компьютерная игра жанра beat ’em up, разработанная Klei Entertainment и выпущенная Electronic Arts. Была выпущена 15 августа 2010 года для PlayStation 3 (позже были выпущены версии для Xbox 360 и Microsoft Windows). Игра представляет собой смесь боёв с применением оружия ближнего и дальнего боя. Сиквел, Shank 2 был анонсирован 27 сентября 2011 и выпущен 7 февраля 2012 для PlayStation 3 и Microsoft Windows (как и у первой части, позже были выпущена версия для Xbox 360).
Shank получил множество положительных отзывов критиков. Версия для PlayStation 3 имеет рейтинг 76,94 % на GameRankings, версия для РС имеет рейтинг 68,11 %, а версия для Xbox 360 — 75,50 %. В первую неделю было продано свыше 9 200 копий на Xbox Live Arcade, а в августе 2011 было продано свыше 41 000 копий игры. Shank вошёл в топ-20 игр для Xbox Live Arcade на сентябрь 2010. Критики отмечали особый графический стиль игры, но также говорили о повторяющемся геймплее и плохом дизайне уровней.

## Игровой процесс
Shank — скроллер в жанре beat ’em up с графическим стилем комиксов. Игрок управляет персонажем по имени Шенк (Shank). Игра предоставляет три основных вида оружия: два самодельных ножа (т. н. заточки), тяжелое ручное оружие (бензопила, мачете, цепи и катана) и огнестрельное оружие (пара пистолетов, дробовик, мини-узи). Каждый тип оружия привязан к кнопке контроллера и может быть применён в особых комбинациях. Игрок может собирать с убитых противников гранаты и подбирать на время тяжёлое огнестрельное оружие.
Шенк способен проводить прыжки с последующим захватом и добиванием, ещё имея возможность совершать эти действия поодиночке. Также у Шенка есть акробатические способности: лазанье по стенам, раскачивание на балках, бег вдоль рекламных щитов или других прямых поверхностей. Враги, отображаемые на экране, имеют индикатор здоровья, показанный в правом верхнем углу экрана.
Shank предоставляет кооперативную кампанию, являющуюся приквелом к одиночной игре. Кооператив позволяет играть Шенком и его напарником Фалконом (Falcone). В этом режиме игрокам предстоит выполнять различные задания для достижения цели, например, убийство боссов. Игроки могут использовать специальные действия для совместного добивания противников. Также есть возможность воскрешать убитого во время боя напарника. В кооператив можно играть только на одном устройстве (компьютере или приставке).

## Сюжет
Сюжет Shank рассказывается в двух частях: кооператив и одиночная игра. Главный герой Шенк проходит путь от обычного наемника до мстителя за смерть своей подруги.

### Кооператив
Кооператив начинается с того, что Шенк и Фалкон возглавляют стрип-клуб Кассандры, который был захвачен бандой байкеров. К их прибытию Кассандра была взята в заложники лидерами байкеров. Шенк и Фалкон преследуют и убивают первого байкера, второго убила сама Кассандра, сфальсифицированным боссом мафии Цезарем. Мясник должен был проиграть бой, но его противник не решается добить его. Шенку и Фалькону было приказано проучить Мясника.
Позже, Цезарь звонит Шенку и Фалькону и просит их пойти против священника и членов его общины. После убийства нескольких членов SWAT им удается схватить священника и доставить его Цезарю и Отцу Анджело. После разговора Анджело стреляет священнику в лицо, к недовольству Шенка. Потом Фалькон звонит Шенку и дает ему новое задание: убить заместителя мэра. Шенк и Фалькон убивают последнего телохранителя и собираются убить мэра и берут в заложники Еву. Внезапно Шенк стал сомневаться и не стал нажимать на курок. Когда помощник Цезаря Руди, убивает помощника мэра и угрожает убить Еву. Шенк убивает его, после чего уезжает с Евой. Спустя время голос Цезаря приказывает наемникам найти и убить его.

### Одиночная кампания
Одиночная кампания начинается с того, что Шэнк заходит в бар и видит плакат с объявлением о битве Мясника. Во флэшбеке показывается что Мясник причастен к смерти Евы, подруги Шэнка. Бармен узнаёт Шэнка, и в баре начинается поножовщина. После бара Шэнк пробивается к арене борцов, где должен быть Мясник, в то время как бармен сообщает Цезарю (бывшему боссу Шэнка) что Шэнк вернулся. Шэнк достигает арены и убивает Мясника, однако выясняется что на арене выступал подражатель, так как у мертвого борца нет такой же татуировки как у настоящего Мясника. Он узнаёт, что Мясник находится в другом городе и отправляется туда на поезде.
После поездки на поезде, Шэнк достигает мясной фабрики, укрытия Мясника. В воспоминании Шэнка показывается, что мясник убил Еву. Он насмехается над Шэнком, заявляя, что он наслаждался каждой секундой её гибели. Шэнк побеждает Мясника, подвесив на цепь. Далее он пробивается к стриптиз-клубу «Звёздная пыль» принадлежавшему Кассандре. Шэнк встречается с ней, и показывается воспоминание Шэнка, в котором Кассандра собиралась убить Еву своей катаной, но Шэнк остановил её, ударив её в лицо мачете и оставив на его правой части чудовищный шрам. Кассандра нападает на Шэнка с катаной. Шэнк убивает Кассандру выстрелом в голову и выходит из клуба. В соседнем баре он сталкивается с человеком от бригады «Вэном», Меллоу, у которого есть информация. Игрок узнает через другое воспоминание, что Шэнк раньше был частью банды, которой управляет человек по имени Цезарь. Шэнк был лучшим наёмным убийцей Цезаря. Он приказал Шэнку убить Еву как тест преданности, но когда он отказался, Цезарь приказал, чтобы его руководители разыскали и убили их обоих. Его бывший приятель заводит его в клуб «69» и по телефону требует «позвать старшего». После этого дверь резко открывается и из неё появляется босс в латексном костюме садо-мазохиста. Бывший коллега Шэнка убегает в открытую дверь. Шэнк побеждает босса и добивает его цепями, которые он выдернул у него из сосков, тем самым открывая новое оружие.
Позже Шэнк преследует своего бывшего коллегу, чтобы разыскать злого Отца Анджело. Вскоре он догоняет Мелло, отрезает его левую руку и приказывает ему сказать Анджело, что он придет. Шэнк следует за следом крови, оставленной бандитом, который приводит к церкви. В это время его бывший друг уже успел прибежать к Анжело и сообщить ему о приходе, тем самым дав возможность подготовиться к сражению. В церкви показывается другое воспоминание, которое показывает, что Анджело поджёг дом Шэнка, гарантируя, что невозможность спасения Евы. Шэнк заходит в исповедальную кабинку в которой в другой ячейке уже находится Анжело с пистолетом. Шэнк просит у священника прощения за свои грехи, пробивает исповедальную кабинку и бросается на Анжело. Анжело удается убежать. Пока Шэнк пробивается через церковь, Анджело обстреливает его с колокольни ракетной пусковой установкой. Шэнк достигает колокольни и в рукопашной схватке, выбив у Анжело установку, побеждает его, но Анджело через силу дотягивается до установки и запускает ракету, вызывающую падение церковного колокола на Шэнка, лишая его сознания. Шэнк просыпается привязанный к электрическому стулу, лицом к лицу с Анжело в неизвестном месте. Из тени выходит Цезарь говоря Шэнку что он был худшей его ошибкой. После того, как Цезарь уходит, Шэнк освобождается, затем привязывает Анджело и казнит его на электрическом стуле.
Шэнк следует за Цезарем в его виллу, где начинается решающая схватка. Во время их боя показывается больше прошлого Шэнка. Шэнк говорит что повиновался бы заказу убить Еву, если бы она не была беременна от него. Шэнк говорит что для него семья важнее, чем проверка на верность. Цезарь отвечает что преступный картель и есть его семья и что, даже если бы он знал это, то дела всё равно не шли бы по-другому. Цезарь наносит Шэнку удар и многократно стреляет ему в грудь. Несмотря на это, Шенк находит в себе силы убить Цезаря. В конце игры Шенк уходит в закат, понимая, что осуществил свою месть.

## Разработка и маркетинг
Shank был анонсирован на Penny Arcade Expo 2009. 4 марта 2010 года Klei Entertainment подписали контракт с Electronic Arts и решили на каких платформах игра будет выпущена. Игра была показана в 2010 на Game Developers Conference в Сан-Франциско, где были представлены такие особенности как взаимодействие с окружающей средой и новые типы врагов, такие как боевые псы. Также была показана возможность бросать врагов в естественные ловушки. Также игра была представлена на Electronic Entertainment Expo в Лос-Анджелесе. Игра была выпущена 24 августа 2010 года на PlayStation 3, 25 августа на Xbox 360 и 26 октября на Microsoft Windows. СЕО игры Ченг сказал что игра была «одой Double Dragon с „тарантиновским фильмоощущением“.»
Персонажи были сначала нарисованы на бумаге, а позже перенесены на компьютер. Креативный директор Джефф Агала был ответственен на первоначальный дизайн персонажей. Художник Меган Шоу отвечала за концепцию дизайна уровней.
Разработка Shank началась в январе 2009 года, вскоре после закрытия предыдущего издателя Klei’s. Оригинальная идея игры принадлежит CEO Jamie Cheng и креативному директору Джеффу Агале. Большая часть анимации персонажей была сделана художником Aaron Bouthillier.
Свет в игре также динамический, персонажи становятся темнее когда уходят от источников света или появляются как тени на фоне заходящего солнца. На графический стиль оказали влияние комиксы золотого века, мультфильмы и графические новеллы.
5 августа 2010 года Klei Entertainment объявили что они предоставят возможность загрузить оригинальный саундтрек игры с официального сайта если 1500 людей присоединятся к их сообществу в Facebook. Они достигли своей цели за три часа. Затем полный саундтрек был предоставлен для свободного скачивания. Соавтор серии God of War написала конец истории мести. Шэнка. Для главного персонажа DeathSpank доступен скин Шенка.

## Критика, оценки и рецензии
| Сводный рейтинг       | Сводный рейтинг                         |
| Агрегатор             | Оценка                                  |
| --------------------- | --------------------------------------- |
| GameRankings          | PS3: 76,94 % 68,11 % (PC) X360: 75,50 % |
| Game Ratio            | 70 % (360)                              |
| Metacritic            | 75/100 (PS3) 67/100 (PC) 71/100 (360)   |
| MobyRank              | 77/100 (PC)                             |
| Иноязычные издания    |                                         |
| Издание               | Оценка                                  |
| 1UP.com               | A                                       |
| AllGame               | (PS3) · (360) · (PC)                    |
| Edge                  | 6/10                                    |
| Eurogamer             | 5/10                                    |
| Game Informer         | 8,00/10                                 |
| GameRevolution        | B+                                      |
| GameSpot              | 6,5/10                                  |
| GamesRadar+           | 6/10                                    |
| GameTrailers          | 6,6/10                                  |
| GameZone              | 8,0/10                                  |
| IGN                   | 7/10                                    |
| OXM                   | 9,0/10                                  |
| TeamXbox              | 9,1/10                                  |
| VideoGamer            | 6/10                                    |
| WorthPlaying          | 7,0/10                                  |
| XboxAddict            | 75 %                                    |
| X-Play                | 5/5                                     |
| Joystiq               | [ 49 ]                                  |
| Русскоязычные издания |                                         |
| Издание               | Оценка                                  |
| Absolute Games        | 69 %                                    |
| «PC Игры»             | 7,5/10                                  |
| PlayGround.ru         | 6,6/10                                  |
| StopGame.ru           | Похвально                               |
| «Игромания»           | 7,5/10                                  |
| «ЛКИ»                 | 79 %                                    |
| «Страна игр»          | 7,5/10                                  |

Shank получил смешанные отзывы критиков, но в общее впечатление было положительным. Версия для PlayStation 3 набрала 76,94 % на GameRankings, тогда как версия для ПК набрала 68,11 %, и для Xbox 360 75,50 %. На Metacritic схожие оценки: у версии для PlayStation 3 в среднем 75/100, у ПК версии 74/100, и у версии для Xbox 360 в среднем 71/100.
В августе 2010 было продано 41000 экземпляров для Xbox 360. Игра также остаётся в ТОП 20 игр на Xbox Live Arcade за сентябрь 2010. Летом 2018 года, благодаря уязвимости в защите Steam Web API, стало известно, что точное количество пользователей сервиса Steam, которые играли в игру хотя бы один раз, составляет 312 665 человек.
Все критики едины в восхвалении графического стиля.
Тогда как некоторые критики дали высокие оценки схеме управления и обратной связи, другие испытывали проблемы. Scott Sharkey из 1UP.com похвалил управление, сказав что там был «быстрый ответ даже когда на экране происходило абсурдное количество с любовью отрендеренных действий.» Рецензент из GameSpot наоборот, раскритиковал управление, отметив что оно несколько непоследовательно и иногда не отвечает. Такого же мнения были в GamesRadar. Arthur Gies из IGN раскритиковал короткую трёхчасовую кампанию. Обзор GameTrailer уподобил игру серии мультфильма, назвав её «коротким сезоном, […] который можно закончить за один присест».

## Сиквел
Сиквел, Shank 2, был анонсирован 27 сентября 2011 и выпущен 7 февраля 2012 для PlayStation 3 и Microsoft Windows, и 8 февраля 2012 для Xbox 360. Shank 2 включает в себя мультиплеерный режим выживания, обновленную механику боя и новое оружие. В частности, можно подбирать различное оружие с поверженных врагов наподобие сковороды или бейсбольной биты, которые персонаж удерживает до получения урона. «Всё, что мы делали — уничтожили игру и сделали её заново для получения более отзывчивого управления и лучшей графики», сказал представитель Klei Entertainment Джеми Ченг (Jamie Cheng). «Мы сломали систему боя и создали её заново… и добавили элементы управления для того, чтобы использовать противников и их оружие против них самих».